# 琉蘭修好條約
《琉蘭修好條約》（荷蘭語：Traktaat tusschen Nederlanden en Lioe-kioe）是琉球國與荷蘭王國於1859年7月6日（清朝咸豐九年六月初七）簽訂的不平等條約。該條約的中文版正本無名稱，後被日本政府命名為「琉球蘭國間之條約」（琉球蘭国間ノ条約）。

## 主要內容
- 自由貿易（琉球國喪失關税自主權）、荷蘭船隻薪水供給
- 漂流民救助
- 承認荷蘭擁有領事裁判權
- 設置荷蘭人墳地並保護
- 琉球國水先案內相關規定
- 對荷蘭人薪水提供的相關費用

## 條約的簽署者
此條約上荷蘭方面代表為容克尤利烏斯·亨德里克·范卡佩倫（Jonkheer Julius Hendrik van Capellen，漢文版條約稱之為「用克而伊而翁加白良」），琉球方面的代表署名為「全權總理大臣尚鳳儀」、「布政大夫翁德裕」。
日本學者大城直也指出，「總理大臣」和「布政大夫」均是琉球國為了與西方國家外交交往而虛構的官職名。尚鳳儀（高嶺按司朝儀）使用的是真實名字。「翁德裕」則為化名，其真實身份是向德裕（野村親方朝宜）。